# ليو سميث
ليو سميث (بالإنجليزية: Leo Smith)‏ (و. 1881 – 1952 م) هو ملحن، ومعلم موسيقى، وناقد موسيقي، من كندا، ولد في برمينغهام، توفي في تورونتو، عن عمر يناهز 71 عاماً.

## التعليم
تعلم في جامعة مانشستر، والكلية الملكية الشمالية للموسيقى ‏.

## مناصب وهيئات
أدار جامعة تورنتو.

## روابط خارجية
- ليو سميث على موقع ميوزك برينز (الإنجليزية)